# 岡田暁生
岡田 暁生（おかだ あけお、1960年 - ）は、日本の音楽学者。京都大学人文科学研究所教授。
専門は西洋音楽史。斬新な視点と明快な文章でクラシック音楽を説き、一般読者も多数獲得する。著書に『オペラの運命』(2001年)、『恋愛哲学者モーツァルト』(2008年)、『メロドラマ・オペラのヒロインたち』(2015年)など。
父は発生生物学者の岡田節人。祖父は国文学者の岡田利兵衞。伯父（母の兄）は政治学者の脇圭平。

## 経歴
1960年京都府京都市生まれ。1978年洛星高等学校卒業。1982年大阪大学文学部卒業。1988年大阪大学大学院文学研究科博士課程単位取得満期退学。1991年までミュンヘン大学およびフライブルク大学に留学。1992年大阪大学文学部音楽学研究室助手、1994年神戸大学発達科学部助教授。1996年「R・シュトラウス〈バラの騎士〉研究」で大阪大学より博士（文学）の学位を取得。2001年『オペラの運命』でサントリー学芸賞を受賞。
その後、京都大学人文科学研究所助教授、2007年准教授、のち教授。2009年『ピアニストになりたい！』で芸術選奨新人賞、『音楽の聴き方』で第19回吉田秀和賞受賞。2013年『恋愛哲学者モーツァルト』で四十雀賞受賞。2021年『音楽の危機《第九》が歌えなくなった日』で第20回小林秀雄賞を受賞。

## 著書
- 『〈バラの騎士〉の夢 リヒャルト・シュトラウスとオペラの変容』春秋社、1997
  - 『オペラの終焉』ちくま学芸文庫、2013
- 『オペラの運命 十九世紀を魅了した「一夜の夢」』中央公論新社（中公新書）、2001
- 『西洋音楽史 「クラシック」の黄昏』中公新書、2005
- 『恋愛哲学者 モーツァルト』新潮選書、2008
  - 『モーツァルトのオペラ　「愛」の発見』講談社学術文庫、2023
- 『CD & DVD 51で語る西洋音楽史』新書館、2008
- 『ピアニストになりたい! 19世紀もうひとつの音楽史』春秋社、2008
- 『音楽の聴き方 聴く型と趣味を語る言葉』中公新書、2009
- 『「クラシック音楽」はいつ終わったのか？ 音楽史における第一次世界大戦の前後』人文書院、2010。シリーズレクチャー・第一次世界大戦を考える
- 『楽都ウィーンの光と陰 比類なきオーケストラのたどった道』小学館、2012
- 『西洋音楽史』放送大学教材、2013
  - 『西洋音楽史講義』角川ソフィア文庫、2024
- 『リヒャルト・シュトラウス 作曲家・人と作品シリーズ』音楽之友社、2014
- 『メロドラマ・オペラのヒロインたち』小学館、2015
- 『クラシック音楽とは何か』小学館、2017
- 『音楽と出会う 21世紀的つきあい方』教養みらい選書：世界思想社、2019
- 『モーツァルト よみがえる天才3』ちくまプリマー新書、2020
- 『音楽の危機 《第九》が歌えなくなった日』中公新書、2020
- 『クラシック音楽の大疑問』角川選書、2024

### 編著
- 『文学・芸術は何のためにあるのか？』吉岡洋共編、東信堂、2009
- 『現代の起点 第一次世界大戦』全4巻、岩波書店、2014。山室信一・小関隆・藤原辰史共編
- 『われわれはどんな「世界」を生きているのか 来るべき人文学のために』共編、ナカニシヤ出版、2019
- 『ごまかさないクラシック音楽』片山杜秀共著、新潮選書、2023

### 翻訳
- カール・ツェルニー『ツェルニー ピアノ演奏の基礎』春秋社、2010
- テオドール・アドルノ『幻想曲風に アドルノ音楽論集』藤井俊之共訳、叢書・ウニベルシタス 法政大学出版局、2018

## 参考
- [ISBN 978-4-480-09578-7]